# Spodnje Laze
Spodnje Laze este o localitate din comuna Gorje, Slovenia, cu o populație de 57 de locuitori.